# موی بدن

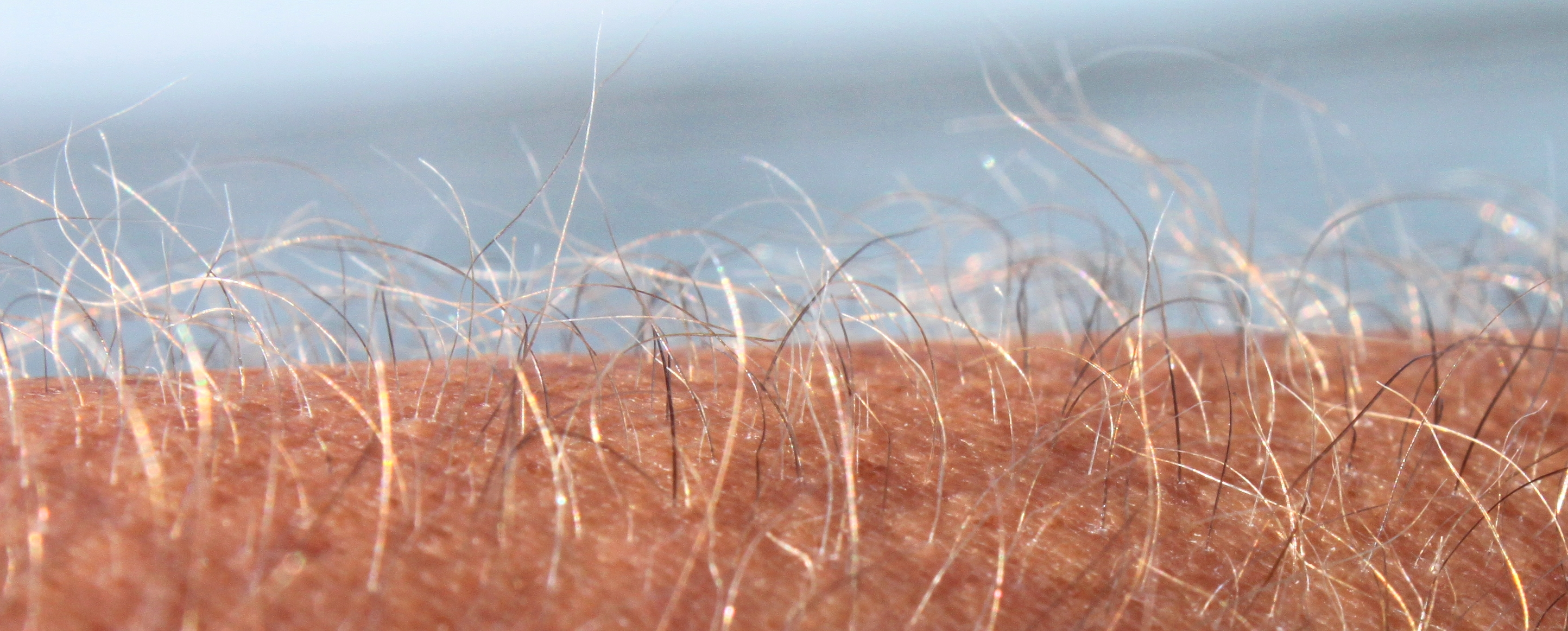
موهای بازو

موهای آندریک (انگلیسی: Androgenic hair) نوعی از موهای انتهایی هستند که پس از بلوغ به ویژه در مردان در نواحی مانند صورت، سینه و زهار رشد می‌کنند.

## انواع مو
سه نوع مو وجود دارد: موی سر، موی ولوس و موی آندروژنیک. رویش مو در هر دو جنس در نقاط مختلف بدن متفاوت است، مثلاً موی ناحیه سر، فاز رشد سریع تر و فاز استراحت کوتاه تری دارد و به همین دلیل تا یک متر هم می‌تواند رشد کند. طول دوره رشد موهای ابرو یا بدن کوتاه‌تر است و در یک طول خاصی، متوقف می‌شود.

مقایسهٔ نحوهٔ توزیع موی بدن در زنان و مردان

رشد موهای آندروژنیک وابسته به سطح هورمونهای جنسی مردانه است و این موها برخلاف موهای پرزی ضخیم و زبر هستند. رویش مو در مردان در نقاطی رخ می‌دهد که فولیکول‌ها به هورمون حساس هستند. نقاط حساس به رویش مو در مردان سینه، صورت، زیر شکم و کشاله ران است ولی در زنان این موها بیشتر در ناحیه تناسلی دیده می‌شوند.
| ناحیه                               | درصد |
| ----------------------------------- | ---- |
| ریش                                 | ۱۰۰٪ |
| شکم                                 | ۸۴٪  |
| سینه                                | ۷۹٪  |
| قسمت‌های انتهایی دست و پاها          | ۹۷٪  |
| بالای دست و پا                      | ۸۵٪  |
| نشیمنگاه                            | ۳۷٪  |
| استخوان خاجی                        | ۴۳٪  |
| پشت انسان                           | ۲۸٪  |
| پشت بدن قسمت‌های بالا (شانه، کتف و…) | ۲۵٪  |
| مو روی انگشتان دست و پا             | ۶۷٪  |